# Marzia Roncacci
Marzia Roncacci (Roma, 14 maggio 1962) è una giornalista e conduttrice televisiva italiana, conduttrice del Tg2.

## Biografia
Ha conseguito due lauree presso l'Università degli Studi di Roma "La Sapienza", una in Geografia e un'altra in Lettere e Filosofia. Ha studiato l'arabo.
Inizia la sua carriera lavorando in radio, come inviata per RDS.
Inizia poi a lavorare in Rai. Il suo ruolo più importante è quello di conduttrice del Tg2 delle 10 e delle 18:15, sul canale Rai 2; oltre al Tg2, conduce le rubriche d'approfondimento Tg2 Lavori in Corso,TG2 Insieme, Medicina 33 e Costume e Società.
Nel 2019 partecipa a Ballando con le stelle, programma condotto da Milly Carlucci, in onda su Rai 1, in coppia con Samuel Peron; viene eliminata nella quinta puntata e definitivamente eliminata nella settima puntata.
Durante e dopo Ballando con le stelle partecipa come ospite ricorrente a Vieni da me.
Nel 2009 ottiene il premio Media Price, nel 2010 ottiene il premio Comunicazione e Salute e nel 2013 ottiene il premio Personalità Europea come giornalista.

## Programmi televisivi
- Tg2 (in corso) - conduttrice
- Tg2 Lavori in Corso (in corso) - conduttrice
- Tg2 Insieme - conduttrice
- Medicina 33 - conduttrice
- Costume e Società - conduttrice
- Tg2 Italia (Rai 2, dal 2018)
- Ballando con le stelle (Rai 1, 2019) Concorrente
- Speciale Tg2 - Il grande salto dell'umanità (Rai 2, 2019)